# Opel Blitz
Pod označením Opel Blitz vyráběla německá automobilka Opel od 30. do 70. let 20. století řadu středních a lehkých nákladních a užitkových automobilů.
Jméno Blitz, česky blesk, vzešlo z interní soutěže ukončené 6. října 1930, firma Opel jej ale již 40 let předtím užívala pro svá jízdní kola. Stylizovaný znak blesku firma převzala do svého loga a označovala jím pak všechny své automobily.
Firma Opel byla před druhou světovou válkou největším německým producentem nákladních automobilů. Vyráběla několik druhů automobilů, které se zapsaly do dějin zejména jako vozidla, která sloužila potřebám německé armády za druhé světové války. Nejednalo se však o vozidla čistě vojenská, používala se i v civilní sféře.
Po druhé světové válce bylo zařízení továrny ve městě Brandenburg an der Havel konfiskováno jako válečná kořist a převezeno do SSSR. Ve výrobě vozidel bylo pokračováno pouze v Západním Německu. Mezi zajímavé verze patřil Opel Blitz Kastenwagen, Pritschenwagen, či Panoramabus. Od šedesátých let došlo k modernizaci vozidel a vznikla poslední generace těchto strojů. Firma přecházela na přání zákazníků k osazování vozů dieselovými motory, docházelo k dalším změnám, ale od počátku 70. let došlo k útlumu výroby těchto vozů. V roce 1973 převzala výrobu této řady britská firma Bedford, která je vyráběla až do roku 1987 pod jménem Bedford Flash.

## Galerie

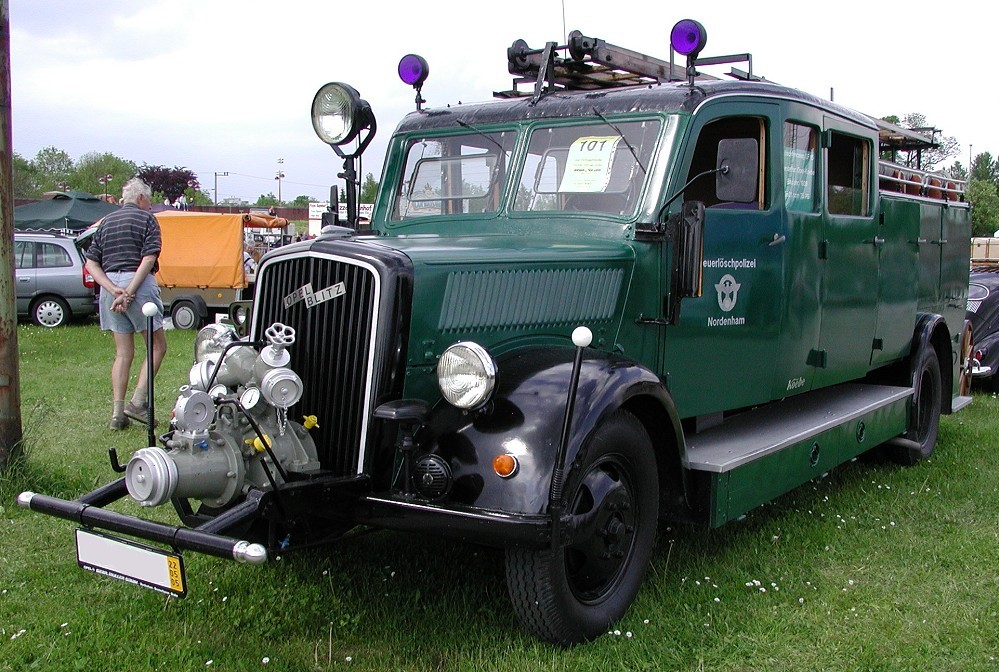
Hasičský vůz z roku 1938
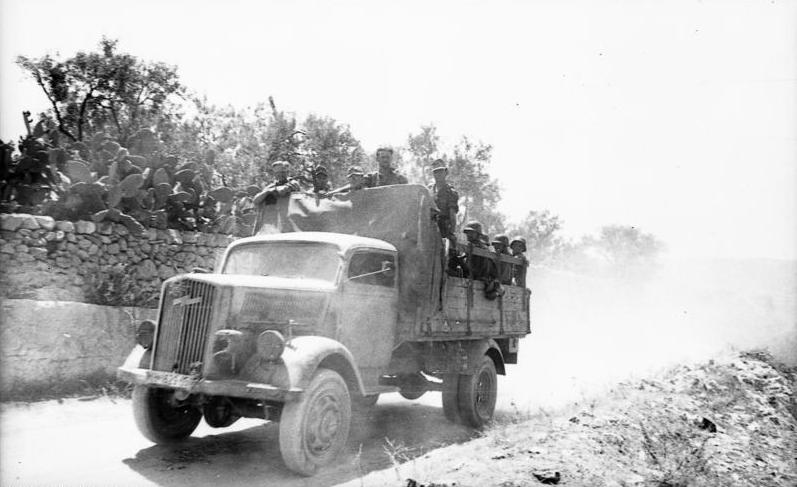
Blitz A ve službách Wehrmachtu 1944
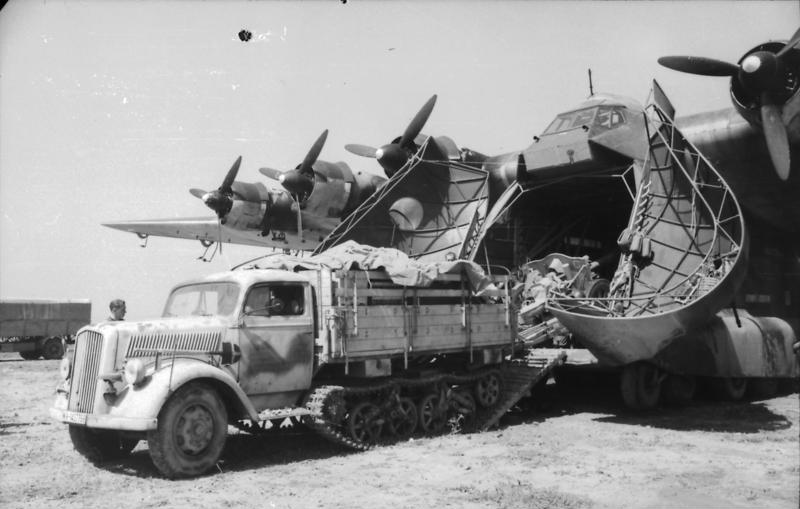
Opel Blitz SdKfz 4 (polopás)